# 蒋介石传 (2013年)
《蒋介石传》，中国社会科学院近代史研究所研究员严如平、郑则民合著，是中国大陆在2013年出版的关于民国军事政治强人蒋介石的传记，号称2013年中国大陆最有影响的蒋介石相关著作和研究成果。中华书局2013年7月出版。

## 简介
《蒋介石传》为中国社会科学院二位元老級资深研究员严如平、郑则民的新作，据称汇集了而为年长作者约40年的研究蒋介石生平和他的家族的心得和成果，代表了中国大陆21世纪初近来研究蒋介石的最新最全面成就。
全书共分上下册，共近80万字，定价88元人民幣。该传记分24章、7个阶段研究介绍蒋介石，侧重点在蒋介石统治中国大陆长达22年的时间。该本传记从学术角度分析了蒋介石投身辛亥革命、苏联考察、北伐统一中国大陆、成立南京国民政府、8年抗日战争、国共内战、统治台湾等阶段的人生经历。
据称该本传记还如实评价了蒋介石在统一中国大陆、领导中国全民抗战方面的历史功绩。蒋介石在中国大陆民众中原有评价被“翻转”。
目录
| - 第一章 早年家世与学业 - 一、出生在浙东山村 - 二、早年家世及家境 - 三、塾馆门生，寒窗十年 - 四、少年娶妻，相伴求学 - 第二章 学军与参加辛亥革命 - 一、首次赴日彷徨探索 - 二、东渡学军 - 三、结交陈其美 加入同盟会 - 四、投入光复沪杭之役 - 五、刺杀陶成章 - 六、逃匿日本办《军声》 - 第三章 在反袁护法期间 - 一、投身“二次革命” - 二、策划肇和舰起义 第一章 早年家世与学业 - 第四章 出访苏俄办学黄埔 - 一、参佐大元帅府军务 - 二、奉派出访苏俄 - 三、出任黄埔军校校长 - 四、形成黄埔系 - 第五章 掌握广东军政实权 - 一、东征讨伐陈炯明 - 二、处理廖案担负重责 - 三、制造中山舰事件 - 四、出任国民党主席 - 第六章 统率大军出师北伐 - 一、制定北伐方案 - 二、挥师北伐 - 三、进据南昌 - 四、迁都之争 - 五、权力受到限制 - 第七章 建立国民党政权 - 一、急剧转变政策 - 二、发动清党反共政变 - 三、在南京另立中央 - 四、在反共中宁汉合流 - 第八章 主政南京国民政府 - 一、以退为进的下野 - 二、与宋美龄结缡 - 三、掌握党政军大权 - 四、完成二次北伐 - 五、东北易帜 - 六、开始实施训政 - 七、新的外交政策 - 第九章 与各派系的角逐 - 一、编遣会议和征讨桂系 - 二、击垮冯阎军事实力派 - 三、“扩大会议”的召开与消亡 - 四、“约法”之争与“非常会议” - 五、第二次下野 - 第十章 “安内”与“剿共” - 一、对中央苏区连续三次的“围剿” - 二、对鄂豫皖等苏区的“围剿” - 三、对中央苏区第四次“围剿” - 四、百万军队的第五次“围剿” - 五、福建事变的处置 - 六、两广事变的处置 - 第十一章 训政时期的内政 - 一、国家资本经济的发展 - 二、两支特务组织 - 三、实施保甲制度 - 四、进行文化“围剿” - 五、推行新生活运动 - 第十二章 对日政策的失误 - 一、对日本侵略的“隐忍自重” - 二、“九一八”事变的处置 - 三、淞沪抗战的寄望交涉 - 四、与汪精卫联手对日妥协 - 五、对抗日军民的压服 - 六、“中日亲善”的幻梦 - 七、“华北事变”面前步步退让 - 第十三章 向联共抗日转变 - 一、生死存亡面前的抉择 - 二、开始抵制日本的欺凌 - 三、着手抗战的各项准备 - 四、探求调整国共关系 - 五、“军事解决红军”方案的落空 - 六、接受张杨兵谏停止内战 - 七、与中共谈判两党合作 - 第十四章 全面抗战的战略政略 - 一、应对日本大举侵华之严峻形势 - 二、抵制谋和主张，宣示抗战决心 - 三、顺应民心实行国共合作 - 四、争取国际调停，坚持民族立场 - 五、陶德曼调停的周折 - 六、接受抗日民族统一战线 - 第十五章 全力指挥抗御侵华日军 - 一、确定“持久消耗”的作战方针 - 二、指挥正面战场第一仗 - 三、南京保卫战的惨烈结局 - 四、遥控华北抗日战场 - 五、支持李宗仁指挥台儿庄战役 - 六、坐镇武汉指挥保卫战 - 第十六章 抗战相持阶段的战略政略 - 一、部署继续抗战，坚持与敌相持 - 二、抵制汪精卫的投降活动 - 三、强化国民党统治，力图限共溶共 - 四、国共军事摩擦酿成皖南事变 - 五、期望美英援助的国际活动 - 六、组织正面战场抗御日军 - 七、《中国之命运》与新的反共声浪 - 八、抗御日军的相持战略 - 九、正面战场的艰难撑持 - 第十七章 成为反法西斯阵线的大国领袖 - 一、与美英结盟 担任中国战区统帅 - 二、争取国际平等地位的努力 - 三、出席开罗会议取得巨大成就 - 四、派遣远征军援缅作战 - 五、对史迪威的先礼后兵 - 六、拒绝赫尔利调停国共关系 - 七、蒙受雅尔塔协定的屈辱 - 八、反对联合政府 坚持一党专政 - 九、迎来日本投降 - 第十八章 走向全面内战的深渊 - 一、在美国帮助下抢占胜利果实 - 二、与毛泽东的重庆谈判 - 三、马歇尔使华与政协会议 - 四、挑起全面内战 - 五、假言“宪政”的国民大会 - 六、对美国的依赖与屈让 - 七、重点进攻的损兵折将 - 八、专制统治遭到广泛抵制 - 九、整饬此起彼伏的学潮 - 十、处置台湾“二二八”事件 - 第十九章 心余力绌难以支撑危局 - 一、“存亡绝续”的“戡乱”总动员 - 二、指挥防御战连连败北 - 三、期求美国更多支援 - 四、强化镇压激起全民反抗 - 五、楚歌声中当总统 - 六、“紧急处分”加速经济崩溃 - 第二十章 在大陆统治的崩溃 - 一、战略决战的前夜 - 二、战略决战的第一仗———辽沈战役 - 三、生死攸关的“徐蚌会战” - 四、无法控制的平津战役 - 五、陷入内外交困之境 - 六、被迫下野回乡 - 七、继续操纵国民党破坏和谈 - 八、京沪杭防线的崩溃 - 九、指挥大陆的最后战事 - 第二十一章 退据台湾 重建极权统治 - 一、险遭美国遗弃 - 二、“复职”继任“总统” - 三、重建极权统治 - 四、朝鲜战争给了苟延生机 - 五、改造国民党 重建统治班底 - 六、大力改组军队加强政治工作 - 七、强化社会控制，重建特务机构 - 八、清除异己 吴国桢、孙立人 - 第二十二章 坚持一个中国 图谋“反共复国” - 一、“反攻大陆”念念有词 - 二、同美国签约“共同防御”台湾 - 三、竭力稳定财政经济 - 四、分三步实施土地改革 - 五、坚决反对“两个中国”和“国际托管” - 六、严厉打击“台独”活动 - 七、震撼世界的“金门炮战” - 第二十三章 强化专权统治 - 一、连任“总统”难遏民主自由呼声 - 二、“诤臣”胡适难逃厄运 - 三、逮捕李敖等人 查办《文星》杂志 - 四、想方设法促进经济发展 - 五、掀起“中华文化复兴运动” - 六、无力阻挡国际格局的剧变 - 第二十四章 传位交权给蒋经国 - 一、送子赴苏深造之意外 - 二、寻找回国，刻意培植 - 三、排除阻力，交掌台湾实权 - 四、大举革新，赢得政局稳固 - 五、传承有人，病逝台岛 - 附录一 蒋介石生平大事纪年 - 附录二 蒋介石世系简表 - 附录三 征引和主要参考书目 - 附录四 人名索引 - 后 记 |

## 历史研究
据该传记推测，当年蒋介石对“皖南事變”毫不知情。

## 影响
《蒋介石传》自2013年7月出版后，有“巨著”之称，受到社会读者的关注。一个多月就售出1.1万套（韩国媒體《朝鲜日报》误报作110万本）。
有评价认为该传记会对台湾海峡两岸交流产生积极影响。
该本传记参加了上海书展，成为展上热捧对象，获得好评，被評為「最有影響力的10本新書」之一。上海书展上举行了该传记的现场签售仪式，但队伍很长，未能及时签完，原定1个小时的签售，不得不延迟。
2013年9月4日下午，《蒋介石传》出版座谈会在北京举行，该传记二位作者严如平、郑则民，中国社会科学院近代史研究所前所长步平，中国社会科学院近代史研究所现任二位副所长汪朝光、金以林，中国近代史学家黄道炫、罗敏等学者出席了座谈会，中华书局副总编辑顾青主持了座谈会。

### 媒体评论
- 《蒋介石传》入选2013年7月新浪中国好书榜。
- 《蒋介石传》入选2013年上海书展“最有影响力的十本新书”。
- 《蒋介石传》入选《中华读书报》9月推荐榜。

### 专家推荐
| 蒋介石传记的力作，民国史风云的再现！从蒋介石看20世纪中国，历史在这里重现！——汪朝光 |

| 严如平、郑则民两位老先生是我素来敬仰的前辈学者，他们几十年前出版的《蒋介石传稿》史料丰富，评述客观，影响至巨。现在他们根据新出史料扩大重写，规模宏大，叙事详尽公正，一定会对蒋介石、民国史研究有极大推动，值得庆贺，更值得期待。——马勇 |

| 严如平、郑则民表示，近20年来，随着许多档案资料的刊布，尤其是蒋介石日记的开放，以及海峡两岸学术研究和交流的广泛开展，我们对蒋介石的认识不断加深，努力站在新的历史高度重新认识蒋介石，改变过去偏重以党史的标准或领袖着述为依据来评定是非。这个历史高度，就是从国家独立、民族统一、社会发展、人民安康与否的角度，来认识和评价蒋介石的功过是非。 ——《大公报》 |

| 王奇生：如何理解蒋介石 蒋介石研究这些年来确实有很大的进步，具体到这本书，我觉得很有意思。比如刺杀陶成章，我看蒋介石日记时，蒋40年代回忆说，我刺杀陶是为了孙中山，我知道孙不喜欢陶，所以替他杀了。我知道孙先生心里高兴，但还是要在全国通缉我，我知道他是做给人家看的。他说，这个事我后来从来没在孙面前提过，从没表过功，但从此后，我在孙中山心目中应该是一个非常好的形象。 这本书里第22章、23章，讲在台湾的专权统治，我觉得非常好。我们过去骂蒋介石，现在完全颠过来，实际上到台湾后，特务政治越来越严，社会控制越来越强，因为在大陆时控制不了，一到台湾，蒋有这个能力了。包括搞土改，在大陆时他搞不了，到台湾他就有能力去搞了。看王鼎钧的回忆录，会非常吃惊，王鼎钧在上世纪80年代去美国前，生怕走不成，怕被台湾特务卡住。那时大陆到美国去都没问题了，他作为作家，还担心去不成。我们过去对国民党确实有很多偏颇的看法，但现在也不能完全颠倒过来看。 我们总喜欢给人一个简单的评语，比如北伐有功，抗战有功，反共有过。反共对蒋来讲是很正常的事情，他要是不反共，他就不是蒋介石了，我们要站在一个中立的立场上去分析。 ——北京晨报网 |

| 前天，严如平、郑则民著《蒋介石传》出版座谈会在中华书局举行。会上，中国社科院近代史所副所长汪朝光表示，历史研究要“求真”，更要“求解”，即“历史事实一定是要真实的，同时，历史研究者的立场一定要凸显出来。没有立场，你还研究什么，你就不用研究了。” 就这一看法，北京大学教授王奇生表示同意。“过去我们讲历史研究，历史研究者的一个目标就是求真，再就是你讲的这个，历史实现的再现、还原。但是，历史在求真的基础上还要求解。这个求解就有可能有研究者的立场，或者有相关分析。我们的历史研究，过去老是把求真作为唯一目标，我觉得还是不够。” 严如平、郑则民著《蒋介石传》，缘起上世纪70年代。这次重新撰著的《蒋介石传》，有七十余万字的篇幅，充分运用海内外刊布的档案资料和蒋介石日记，用简洁明快的文字，记述蒋介石八十八年复杂的一生。重点是记述他统治中国的二十二年，占十五章。“我们努力站在新的历史高度重新认识蒋介石，改变过去偏重以党史的标准或领袖著述为依据来评定是非。这个历史高度，就是从国家独立、民族统一、社会发展和人民安康与否的角度，来认识、评价蒋介石八十八年的功过是非。”历史细节涉及对蒋介石关于北伐战争、新军阀混战、新生活运动、抗战、开罗会议、史迪威事件、解放战争、在台湾的统治等多方面的新评价。同时，新增了蒋介石参加证券交易活动、1923年蒋介石访问苏联等罕见史料。 ——北京青年报 |